# کارشناس پرستار بالینی: مجله پرستاری حرفه‌ای
کارشناس پرستار بالینی: مجله پرستاری حرفه‌ای (به انگلیسی: Clinical Nurse Specialist: The Journal for Advanced Nursing Practice) یک دوماهنامه نقد همترازی با دسترسی آزاد خدمات بهداشتی برای متخصصان پرستاری بالینی است.